# ويكيبيديا المالطية
ويكيبيديا المالطية هي النسخة المالطية من موسوعة ويكيبيديا.

## الإحصائيات
| عدد المستخدمين المسجلين | عدد المستخدمين النشيطين | عدد المقالات | صفحات المحتوى | عدد التعديلات | عدد الملفات المرفوعة | عدد الإداريين | العمق |
| ----------------------- | ----------------------- | ------------ | ------------- | ------------- | -------------------- | ------------- | ----- |
| 18,055                  | 22                      | 3,778        | 16,512        | 261,509       | 1149                 | 5             | 179.9 |

## التاريخ
- أغسطس 2005 - أنشئت المقالة رقم 100.[2]
- سبتمبر 2007 - أنشئت المقالة رقم 1000.[2]
- مايو 2008 - أنشئت المقالة رقم 2000.[3]